# Ameer Sachet
Ameer Sachet, född 2 januari 1963 i Bagdad i Irak, är en svensk politiker (socialdemokrat). Han var ordinarie riksdagsledamot 2006–2010 (dessförinnan tjänstgörande ersättare 2002 och 2005–2006, samt statsrådsersättare 2006), invald för Örebro läns valkrets.
I riksdagen var Sachet ledamot i utbildningsutskottet 2002 och civilutskottet 2006–2008. Han var även suppleant i bostadsutskottet, försvarsutskottet, justitieutskottet, trafikutskottet, utbildningsutskottet, utrikesutskottet och sammansatta utrikes- och försvarsutskottet, samt deputerad i sammansatta justitie- och socialutskottet.